# Choi Dae-shik
Choi Dae-Shik (Hamyang County, 10 januari 1965 – 27 maart 2024) was een Zuid-Koreaans voetballer.

## Levensloop
Dae-Shik speelde tussen 1988 en 1999 voor Daewoo Royals, LG Cheetahs en Oita Trinita.  
Hij debuteerde in 1991 in het Zuid-Koreaans nationaal elftal en speelde vijftien interlands.
Dae-Shik leed aan leverkanker en overleed op 59-jarige leeftijd.